# تصميم صناعي

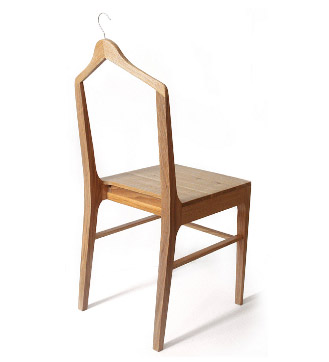
أحد الأمثلة على التصميم الصناعي لكرسي له علاقة.

التصميم الصناعي هو علم هندسي مشتق من الهندسة المعمارية ومزيج من فن تطبيقي يعنى بمعمارية المنتجات والتصاميم الصناعية والهندسية حيث يجمع الجمال وقابلية الاستخدام في تصميم المنتجات الهندسية أو الأعمال الصناعية والتصميمية ذات الإنتاج الكمي من أجل تحسين المبيعات ورفع قدرات العمليات الإنتاجية والتصميمات الهندسية سواء المعمارية - الإنتاجية كالمنتجات باختلاف أنواعها - البيئية - أعمال العمارة الداخلية أو الخارجية وغيرها من تصميمات المنتجات.
التصميم الصناعي هو عملية ذات فكر هندسي وجمالي تتفرع من الهندسة المعمارية تهدف لإتخاذ قرارات تستخدم في تطوير أو بناء النظم التي يكون للبشر حاجة لهم فيها للحفاظ على إنسانيتهم عبر المنتجات الهندسية والأعمال الصناعية، ويعمل على تحديد مستويات التشغيل للمنتج فترة الإنتاج وفترة الاستخدام (ما بعد البيع)، وهو أيضا تنظيم ابتكاري يحدثه المصمم الصناعي متأثرا بالعلوم الهندسية ومدركاته الحسية والفنية والتقنية والبدنية ليضيف المنفعة الوظيفية والأدائية للأشياء وليضيف أيضا قيما جمالية على التصميم الهندسي وتحبب الإنسان وتقربه إلى المنتجات الهندسية التي يستعملها في حياته اليومية، فضلا عن العمل بعلم الإرجونوميكس ونظم التصميم الابتكاري في توزيع المساحات الداخلية والخارجية والتعامل مع مجال العمارة الخارجية والداخلية من منظور كون العمارة منتجا صناعيا واستخداميا بحيث يتعامل المصمم المختص مع العمارة كمنتج.
وهو أيضا اكتشاف أو ابتكار طريقة فنية جديدة لإيجاد سلعة أو منتجا أو تصميم معماري جديد لم يكن موجوداً من قبل أو الوصول ألى أسلوب جديد لإنتاج سلعة موجودة بتكلفة أقل ويتجسد ذلك بهيئات وقطاعات التصميم الهندسي وقطاعات الإنتاج الكمي .
أمثلة للتصميمات الصناعية تشمل التصميمات الصناعية معظم المنتجات الهندسية الوظيفية كالسيارات والطائرات و السفن فضلا عن المنازل الديناميكية والأبنية المعمارية الخفيفة ومجالات العمارة الحديثة التي تجمع بين ديناميكية التصميم الصناعي والعمارة التقليدية والمنتجات و الصناعات المعمارية المبتكرة بالإضافة إلى المنتجات والأدوات المنزلية.

## التعريف

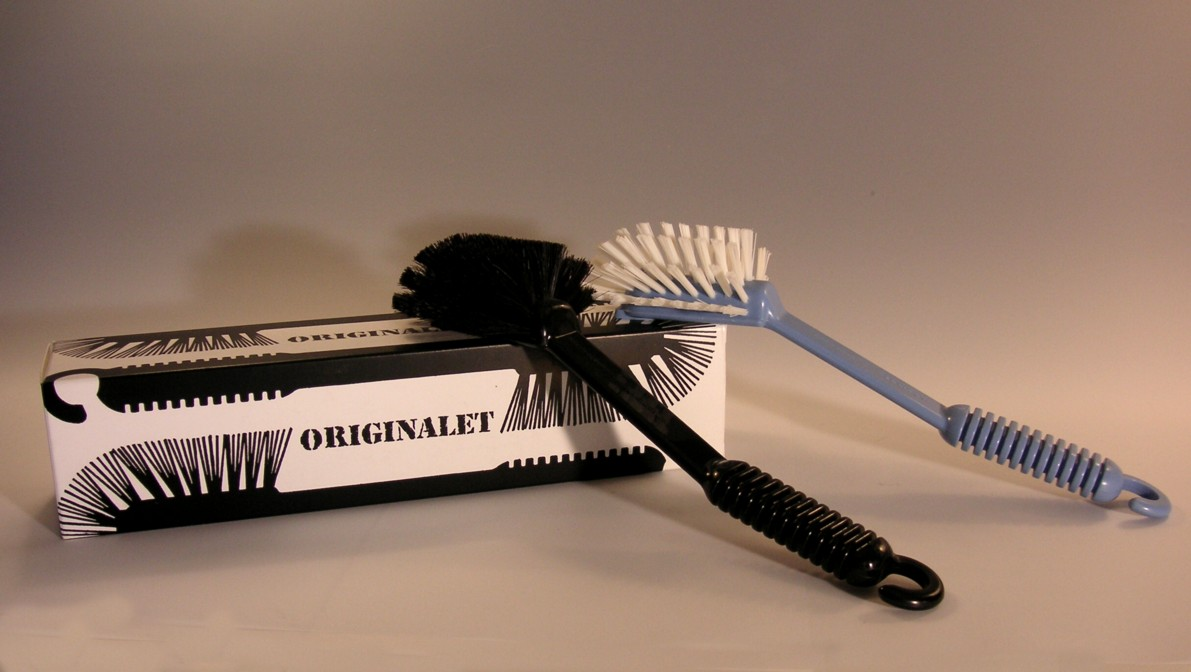
فرشاة الأطباق، تصميم A & E 1975

يدرس التصميم الصناعي وظيفة وشكل المنتج والصلة بينه وبين المستخدم والبيئة. يعمل محترفو التصميم الصناعي بشكل عام، ضمن نطاق صغير الحجم بدلًا من التصميم الشمولي للأجهزة المعقدة مثل السفن أو المباني. لا يقوم المصممون الصناعيون عادةً بتصميم المحركات أو الدوائر الكهربائية أو التروس التي تجعل الآلات تتحرك، ولكنهم يتدخلون في الجوانب التقنية كالقابلية للاستخدام والعلاقات الشكلية. عادًة ما يعمل المصممون مع غيرهم من المهنيين مثل المهندسين الذين يقومون بتصميم الجوانب الميكانيكية للمنتج لضمان خصائصه الوظيفية وقابلية تصنيعه، ومع المسوقين لتحديد احتياجات العملاء وتوقعاتهم وإرضاءها.
غالبًا ما يصعب وصف التصميم بحد ذاته لغير المصممين والمهندسين، وذلك لأن المعنى المقبول من قبل مجتمع المصممين لا يمكن التعبير عنه بالكلمات. بدلًا من ذلك فإن التعريف يُخلق كنتيجة لاكتساب إطار نقدي لتحليل وتصنيع القطع الفنية. نشأت أحد التعريفات العديدة المقبولة (ولكن غير المحددة عن عمد) للتصميم من مدرسة كارنيجي ميلون للتصميم «التصميم هو عملية أخذ شيء ونقله من حالته الحالية إلى الحالة المرغوبة». وينطبق هذا على الأعمال الفنية الجديدة، التي تعتبر حالتها الحالية غير محددة، والقطع التي صُنعت سابقًا، التي يُجرى تحسين حالتها.
يمكن أن يتداخل التصميم الصناعي بشكل كبير مع التصميم الهندسي، وفي بلدان مختلفة تتفاوت حدود المفهومين، ولكن يُركز في الهندسة العامة، على وظائف المنتجات أو استخداماتها بشكل رئيسي، في حين يركز التصميم الصناعي على الجوانب الجمالية وجوانب التداخل بين المنتج والمستخدم. يُحدد هذا الفرق في العديد من الاختصاصات من خلال الاعتماد أو الترخيص المطلوب للانخراط في ممارسة الهندسة. لا يتداخل التصميم الصناعي بشكل كبير مع التخصصات الهندسية الفرعية للهندسة الصناعية باستثناء التخصص الفرعي للأخير ضمن بيئة العمل.
عبرت لجنة الممارسة المهنية، في الدورة التاسعة والعشرين للجمعية العامة في مدينة غوانغجو في كوريا الجنوبية، عام 2015، عن تعريف متجدد للتصميم الصناعي على النحو التالي: «التصميم الصناعي هو عملية إستراتيجية لحل المشاكل التي تحفز الابتكار، وتؤدي إلى النجاح التجاري وإلى حياة أفضل من خلال المنتجات والأجهزة والخبرات المبتكرة»، وفيما يلي نسخة أخرى موسعة للتعريف السابق: «التصميم الصناعي هو عملية إستراتيجية لحل المشكلات، تعطي هذه العملية الاستراتيجية دفعة نحو الابتكار، وتؤدي لنجاح الأعمال وإلى تحسين نوعية الحياة من خلال المنتجات والأنظمة والخدمات والخبرات المبتكرة». يسد التصميم الصناعي الفجوة بين حالة الشيء الحالية وبين ما يمكن أن يصبح عليه. إنها مهنة متعددة التخصصات تسخر الإبداع في حل المشكلات وتشارك في إيجاد حلول بقصد جعل منتج أو نظام أو خدمة أو تجربة أو عمل تجاري أفضل. يوفر التصميم الصناعي في جوهره طريقة أكثر تفاؤلًا للنظر إلى المستقبل من خلال إعادة صياغة المشكلات كفرص. يربط بين الابتكار والتكنولوجيا والبحث والأعمال والعملاء لتوفير قيمة جديدة وميزة تنافسية عبر المجالات الاقتصادية والاجتماعية والبيئية. يضع المصممون الصناعيون الإنسان في مركز العملية. فهم يكتسبون فهمًا عميقًا لاحتياجات المستخدم من خلال التعاطف  وتطبيق عملية لحل المشكلات ذرائعية متمحورة حول المستخدم لتصميم المنتجات والأنظمة والخدمات والخبرات. إنهم أطراف فاعلون في عملية الابتكار استراتيجيون ويتمتعون بموقع فريد لربط التخصصات المهنية المتنوعة والمصالح التجارية. يقدرون الأثر الاقتصادي والاجتماعي والبيئي لعملهم ومساهمتهم في المشاركة في خلق نوعية حياة أفضل.

## حقوق التصميم الصناعي
تعتبر حقوق التصميم الصناعي حقوقَ ملكية فكرية تمنح التصميمَ البصري للأشياء غير النفعية بشكل بحت. وتُصنف براءة الاختراع للتصميم ضمن هذه الفئة. تتكون عملية التصميم الصناعي من كل مما يلي، تصميم  الشكل، وتكوين النمط أو اللون، ومزج النمط واللون ضمن شكل ثلاثي الأبعاد له قيمة جمالية. يمكن أن يكون التصميم الصناعي عبارة عن نمط ثنائي أو ثلاثي الأبعاد يستخدم لإنتاج منتج أو سلعة صناعية أو قطعة مصنوعة يدويًا. يتواجد، بموجب اتفاق لاهاي بشأن الإيداع الدولي للرسوم والنماذج الصناعية، وهي معاهدة تديرها الويبو، إجراء لتسجيل التصميم الصناعي بشكل دولي. يمكن للمتقدم أن يقدم طلب إيداع دولي واحد إلى المنظمة العالمية للملكية الفكرية WIPO أو  إلى المكتب الوطني لها في أحد البلدان الطرف في المعاهدة. يتلق بعد ذلك التصميم الحماية في أكبر عدد ممكن من الدول الأعضاء في المعاهدة، وذلك حسب الرغبة.

## رجال الصناعة في القرآن
- نوح عليه السلام.
- داود عليه السلام .
- ذو القرنين .

## مصممين صناعيين مشهورين
- عباس بن فرناس
- بديع الزمان الجزري الملقب بـ الجزري.
- الأخوة الثلاثة بنو موسى
- تقي الدين الشامي
- ريموند لوي
- علي حسن نايفة